# Ротари
Вижте пояснителната страница за други значения на Ротари.
Ротари Интернешънъл (на английски: Rotary International), или само Ротари, е доброволческа, хуманитарна и неправителствена организация с нестопанска цел със седалище в Еванстън, окръг Кук, щата Илинойс, САЩ.
Включва разпръснати по целия свят клубове, известни като Ротари клубове. В света има повече от 32 000 клуба в повече от 200 страни с над 1,2 милиона членове. Членовете на Ротари клубовете са известни като ротарианци. Декларираната цел на организацията е да събира на едно място лидери, които доброволно да отдават времето и уменията си, за да служат на своите общности и света. Членовете обикновено се срещат седмично за закуска, обяд или вечеря, което е както социално мероприятие, така и възможност за осъществяване целите на организацията.
Ротари не е свързана по никакъв начин с религиозните и с политическите убеждения на своите членове. Декларирайки, че насърчавайки хуманизма и почтеността във взаимоотношенията между хората, Ротари се обявява за зачитане на личната свобода на всеки човек. Затова тя е преследвана от тоталитарните и недемократичните режими по света, като се радва на добър прием във всички демократични, и особено либерални общества.

## Мото
Най-известното мото на Ротари е „Service above Self“ – „За безкористна служба“.

## Философия
Заявените цели на Ротари са да насърчава и развива идеала за служба на обществото, като основа на достойно начинание, и в частност да насърчава и възпитава:
1. Създаването на познанства като възможност да бъдеш полезен и служиш;
2. Високи етически норми в бизнеса и професията, признаване значимостта на всяко полезно занятие, както и стремежа на всеки ротарианец да защитава името на своята професия и да служи на обществото;
3. Прилагането на практика на идеала за служба в личния живот, бизнеса и обществения живот на всеки ротарианец.
4. Международното разбирателство, добрата воля и мира чрез приятелство на бизнесмени и професионалисти от цял свят, обединени от идеала за служба на обществото.

Тези цели впоследствие залягат в основата на „Ротарианския четиристранен тест“, който се използва, за да се установи дали планувано мероприятие съдържа ротариански дух. Тестът е създаден от ротарианеца и предприемач Хърбърт Дж. Тейлър през 1932 по време на Голямата депресия, като съвкупност от указания за съживяване на бизнеса, и е възприет, като етичен стандарт от Ротари през 1942. Преведен е на повече от 100 езика и до днес се смята за етичен стандарт в бизнес управлението.
- Това ли е истината?
- Справедливо ли е спрямо всички, които засяга?
- Ще създаде ли това добронамереност и по-добри приятелства?
- Ще бъде ли от полза за всички, които засяга?

## История
Първият Ротари клуб е създаден през 1905 в Чикаго, (САЩ) от адвоката Пол Харис. На 23 февруари Пол Харис провежда среща с трима свои приятели, за да обсъди една идея. На срещата присъстват: Силвестър Шийл, тръговец на въглища, Густавус Е. Лоер, минен инженер и Хирам Шори от шивашкия бизнес. Те избират името Ротари (на английски: rotary – въртящ се, ротационен), защото решават седмичните сбирки да стават в различните офиси на членовете, като се редуват.
През 1910 година Ротари свиква първия си конгрес в Чикаго и шестнадесетте съществуващи тогава клуба се обединяват в Национална асоциация на Ротари клубовете. През същата година е чартиран клубът в Уинипег, Канада, който е първият Ротари клуб извън САЩ. Първият клуб извън Северна Америка е създаден през 1911 в Дъблин, Ирландия. Първият Ротари клуб в страна, в която не се говори английски, е сформиран през 1916 година в Хавана, Куба.
През 1912 на конгреса в Минесота, поради международния ѝ характер, организацията се преименува на Международна асоциация на Ротари клубовете, а през 1922 името и е съкратено на Rotary International. До 1925 Ротари се разраства до 200 клуба с повече от 20 000 членове.
По време на Втората световна война много от клубовете се разпускат, а членовете им взимат участие в подпомагане на жертвите от войната. Ротари е в основата на създаването на ЮНЕСКО и ООН.
Ротарианските клубове в страните от Източна Европа под комунистическия режим са разформировани в периода от 1945 до 1989. През 1989 се създават клубове в Унгария и Румъния, а през 1990 – в бившия Съветски съюз.

## Организация и администрация
За да осъществява своите цели, Ротари като организация се състои от клубове, формално обединени в дистрикти (на английски: district – „област“) на териториален принцип и международни нива. Ротарианците са членове на своите клубове. Клубовете се чартират от глобалната организация Rotary International разположена Еванстън, предградие на Чикаго. Заради административни причини повече от 32 000-те клуба по света са групирани в 529 дистрикта, а дистриктите в 34 зони.

### Ниво клуб
Всеки клуб избира от активните членове своите клубни офицери за срок една година. Ролята на клубните офицери е да служат, а не да управляват. Клубовете се ползват със значителна автономия в рамката на конституцията на Rotary International. Управляващото тяло на клуба е борда на директорите, който се състои от елект-президент, вицепрезидент, секретар на клуба и ковчежник, паст президент, избирани според конституцията и правилника на клуба.
Непосредственият паст-президент (бивш президент) е член на борда. Президентът на клуба определя председатели на комисиите по петте основни дейности в клуба – клубна дейност, професионална дейност, обществена дейност, международна дейност и работа с новите поколения.

### Ниво дистрикт
Дистрикт-гуверньорът, който е офицер на Rotary International и представител на борда на директорите на Rotary International, ръководи дистриктите. Гуверньорът се предлага от клубовете в дистрикта и се избира на годишното събрание на клубовете, провеждано всяка година в различна страна. За да му помагат в дейността, дистрикт-гуверньорът определя асистент-гуверньори от ротарианците в дистрикта.

### Ниво зона
Приблизително 15 Ротари дистрикта образуват зона. Директорът на зона, който е член на борда на директорите на РИ, оглавява две зони. Директорът на зона се предлага от клубовете и се избира на годишното събрание за две последователни години.

## Известни ротарианци

### Короновани особи
датският принц Аксел (РК Копенхаген); белгийският крал Алберт I (РК Брюксел); белгийският крал Бодуен I (почетен член на РК Брюксел); нидерландският принц Бернхард; шведският крал Карл XVI Густав (РК Стокхолм); мароканският крал Хасан II (РК Рабат); Единбургският херцог принц Филип (почетен член на РК Уиндзор, Англия); принцът на Монако Рение III (почетен президент на РК Монако, Монако); Уиндзорският херцог Едуард VIII (почетен член на два РК в Канада)

### Политици
Асгейр Асгейрсон, президент на Исландия (РК Рейкявик); Едуард Бенеш, президент на Чехословакия (РК Прага, Чехословакия); Алсино Кардозо, държавен секретар на Португалия (РК Порто Доуро); Мишел Дебре, френски външен министър и министър на финансите (РК Амбоаз, Франция); Хорхе Фидел Дурон, министър на външните работи на Хондурас (РК Тегусигалпа); Ханс-Дитрих Геншер, министър на външните работи на ФРГ (РК Бон Зюд-бад-годесберг); Збигнев Гертих, полски посланик във Великобритания (РК Лондон); д-р Лоренцо Гереро Гутиерез, президент на Никарагуа (РК Гранада), Стайнгримур Хермансон, министър-председател на Исландия (РК Рейкявик); Сидни Холанд, министър-председател на Нова Зеландия (РК Кристчърч); Абдула Халил, министър-председател на Судан (РК Хартум); Чунг Юл Ким, министър-председател на Южна Корея (РК Ханянг); Карл Кобелт, президент на Швейцария (РК Сент Гален); Ян Масарик, външен министър на Чехословакия (РК Прага); Чезаре Мерцагора, председател на сената на Италия (РК Милано); Нереу Рамос, президент на Бразилия (РК Флорианополис); Бхичай Ратакул, външен министър на Тайланд (бивш президент на Rotary International); генерал Карлос Ромуло, президент на Филипините (РК Манила; бивш вицепрезидент на Rotary International); Волфганг Шаленберг, австрийски посланик във Франция (РК Виена); Валтер Шел, президент на ФРГ (РК Бон ам Райн); Чанг Сун Ю, министър-председател на Южна Корея (РК Ханянг); Невил Чембърлейн, министър-председател на Великобритания; сър Уинстън Чърчил, министър-председател на Великобритания; генерал Аугусто Пиночет (почетен член на РК Сантяго); Маргарет Тачър, министър-председател на Великобритания; Никола Саркози, настоящият президент на Франция (РК Ньой, Франция); Патрик Олие, консервативен депутат, говорител на френския парламент (РК Рюей-Малмезон, Франция); Шуи-биан Чен, 10-и президент на Тайван; Франко Караро, министър на туризма на Италия (РК Рим).

### Президенти на САЩ
Уудроу Уилсън, 28-и президент (РК Бирмингам, щат Алабама); Уорън Хардинг, 29-и президент (РК Вашингтон); Калвин Кулидж, 30-и президент; Хърбърт Хувър, 31-ви президент; Франклин Д. Рузвелт, 32-ри президент (почетен член на РК Олбъни); Хари Труман, 33-ти президент; Дуайт Д. Айзенхауер, 34-ти президент (почетен член на РК Абилен, щат Канзас, 1942 г. и на РК Гетисбърг, щат Пенсилвания, 1952 г.); Джон Ф. Кенеди, 35-и президент (РК Хианис, щат Масачузетс); Ричард Никсън, 37-и президент; Джералд Форд, 38-и президент; Джими Картър, 39-и президент; Роналд Рейгън, 40-и президент (РК Пасифик палисейдиз, щат Калифорния); Джордж У. Буш, експрезидентът (РК Вашингтон; званието му е връчено на церемония в Белия дом на 2 юли 2001 г.)

### Политици от САЩ
Уилиам Фулбрайт, сенатор от щат Арканзас (РК Фейтвил, Арканзас); Джон Ошбърн, консервативен сенатор от щат Калифорния; Джеси Хелмс, сенатор от щат Северна Каролина

### Бизнесмени
Прескът Буш, американски бизнесмен; Макс Коантро, производител на ликьора „Коантро“ (РК Париж); Режиро Хатори, президент на фирмата „Сейко“ (РК Токио Гинза, Япония); Коносуке Мацушита, президент на „Мацушита илектрик къмпъни“ (РК Осака, Япония); Киоши Сейке, японски архитект (РК Токио-Мегуро, Япония)

### Военни
генерал Джон Дж. Пършинг, американски военачалник от I световна война (почетен член на РК Линкълн, щат Небраска); армейски генерал Дъглас МакАртър, американски военачалник от II световна война (почетен член на РК Токио, Япония); маршал Карл-Густав Манерхайм (почетен член на РК Хелзинки от 1934 г. до смъртта си през 1951 г.)

### Учени
Артър Холи Комптън, нобелов лауреат по физика за 1927 г. (РК Сейн Луис, САЩ); Ко Хирасава, японски учен анатом и ректор на университета „Киото“ (РК Киото Ийст, Япония); Жан Льоклан, френски учен египтолог (РК Париж); Гулиелмо Маркони, изобретател на радиото, нобелов лауреат по физика за 1909 г. (РК Болоня, Италия); Кенджиро Шода, ректор на университета „Осака“ (РК Осака, Япония); Томас А. Едисън, световноизвестен изобретател (почетен член на РК Ориндж, Ню Йорк); д-р Алберт Швайцер, физик и философ, нобелов лауреат за мир (почетен член на РК Пасау, Германия); Вернер фон Браун, родоначалник на ракетостроенето (РК Хънтсвил, щат Алабама и РК Ел Пасо, щат Тексас)

### Дейци на литературата, изкуството и киното
Хосе Белони, скулптор (РК Монтевидео, Уругвай); Джон Бригс, английски пианист (РК Бингли, Великобритания); Хосе Вайреда Канадел, испански художник (РК Герона); Роже Шаплен-Миди, френски художник (РК Париж); Сесил Б. дьо Мил, филмов режисьор (РК Холивуд, Калифорния, САЩ); Морис Денюзиер, френски писател (РК Витри-сюд-ист, Париж); Едгар Гест, американски поет и журналист (РК Детройт, Мичиган); Франц Лехар, австрийски композитор (РК Виена); Томас Ман, немски писател, нобелов лауреат за литература през 1929 г. (РК Мюнхен); Хуан Абело Прат, испански художник (РК Барселона Кондал); Джеймз Райли, американски поет (РК Индианаполис, щат Индиана); Зигмунд Ромбърг, американски композитор (РК Ню Йорк); Ян Сибелиус, финландски композитор (РК Хелзинки); Уолт Дисни (почетен член на РК „Палм Спрингс“, Калифорния, САЩ); Хю Уолтърс, английски писател фантаст

### Изследователи и откриватели
Франк Борман, американски астронавт (РК Спейс сентр, Хюстън, Тексас); адмирал Ричард Бирд, арктически изследовател (РК Уинчестър, САЩ); Орвил Райт (САЩ), един от пионерите на авиацията; Гордън Купър, американски астронавт (РК Спейс сентър, Хюстън, Тексас); Нийл Армстронг, американски астронавт, първият човек, стъпил на Луната (РК Уапаконета, Охайо, САЩ); Тур Хайердал, океанограф (почетен член на РК Ларвик, Норвегия); Чарлс Линдберг (САЩ), първият човек, прелетял над Атлантическия океан; Алън Шепърд, първият американски астронавт; Алън Б. Шепърд мл., американски астронавт (почетен член на РК Дери, Ню Хампшър, САЩ); Л. Гордън Купър, американски астронавт (почетен член на РК Спейс сентър, Хюстън, САЩ)

### Духовници и богослови
пастор д-р Норман Винсънт Пийл, висш служител на Колегиалната реформирана протестантска холандска църква на гр. Ню Йорк и автор на световноизвестната книга „Силата на положителното мислене“ (РК Ню Йорк); Ханс Кюнг, богослов (РК Ройтлинген-Тюбинген, Германия); Спенсър У. Къмбъл, 12-и председател на Църквата на светиите на Иисус Христос от последните дни;

## История на ротарианството в България
Първият Ротари клуб в България е основан в София на 22 април 1933 г., а 3 години по-късно е удостоверен (на английски: charted – „присъдена му е харта, сиреч удостоверение“) Ротари клуб и в Русе. Следва чартирането на Ротари клуб в Бургас, във Варна, в Пловдив и Плевен.
По време на Втората световна война Ротари клубовете в Царство България са забранени със Закона за защита на нацията (ДВ, бр. 16 от 23 януари 1941 г.) и са разпуснати като тайно общество.
През 1951 г. организацията отново е забранена от болшевизираните комунисти в НРБ.
Ротарианството е възстановено през 1990 г., след като демократичните промени вече позволяват това. Към края на 2008 г. в България има 80 Ротари клуба с над 2200 ротарианци.
Към 1 юли 2016 година в Дистрикт 2482 България има 86 ротари клуба.

## Програми на Ротари
В световен мащаб Ротари спонсорира следните 9 програми:
- Rotary Community Corps – Ротари обществен корпус
- Rotary Volunteers – Ротари доброволци
- World Community Service – Международна служба в полза на обществото
- Youth Exchange – програма за младежки обмен
- Interact – програма на ротари за млади лидери на възраст от 12 до 18 години
- Rotaract – програма на ротари за млади лидери на възраст от 18 до 30 години
- Rotary Youth Leadership Awards
- Open World Program
- Rotary Friendship Exchange – Програма за приятелски размен

## Ротари клубове в България
В България съществуват Ротари клубове със следните имена:
| Айтос                      | Карнобат           | Свиленград           |
| Асеновград                 | Козлодуй – Аугуста | Свищов               |
| Балчик                     | Кърджали           | Севлиево             |
| Банско – Разлог            | Кюстендил          | Силистра             |
| Берковица                  | Ловеч              | Сливен               |
| Благоевград                | Момчилград         | Смолян               |
| Благоевград – Център       | Монтана            | Созопол              |
| Ботевград                  | Несебър            | София                |
| Бургас                     | Нова Загора        | София – Балкан       |
| Бургас – Пиргос            | Пазарджик          | София – Витоша       |
| Бургас Приморие            | Пазарджик-Бесапара | София – Интернешънъл |
| Варна                      | Панагюрище         | София – Сердика      |
| Варна – Галатея            | Перник             | София – Сити         |
| Варна-Евксиноград          | Петрич             | София – Средец       |
| Велико Търново             | Пирдоп             | София – Тангра       |
| Велинград                  | Плевен – Центрум   | София – Център       |
| Видин                      | Пловдив            | Стара Загора         |
| Враца                      | Пловдив-Пълдин     | Троян                |
| Габрово                    | Пловдив-Филипопол  | Тутракан             |
| Гоце Делчев                | Поморие            | Търговище            |
| Горна Оряховица – Лясковец | Попово             | Харманли             |
| Димитровград               | Провадия           | Хасково              |
| Добрич                     | Мездра             | Хасково – Аида       |
| Дупница                    | Раднево            | Царево               |
| Елена                      | Разград            | Червен бряг          |
| Златоград                  | Русе               | Шумен                |
| Каварна                    | Русе – Дунав       | Ямбол                |
| Казанлък                   | Самоков            |                      |
| Карлово                    | Сандански          |                      |